# Korunovační klenoty

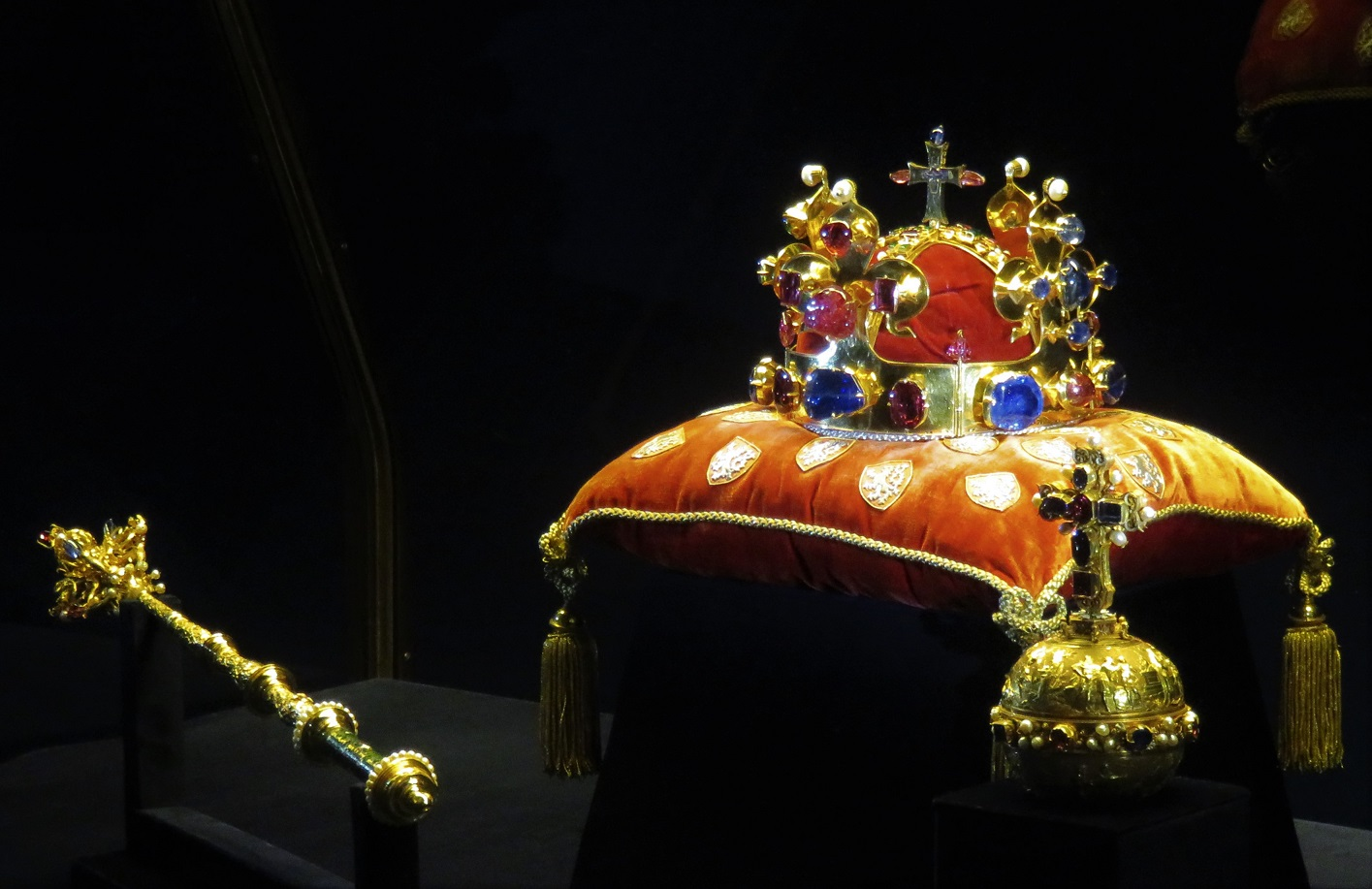
České korunovační klenoty

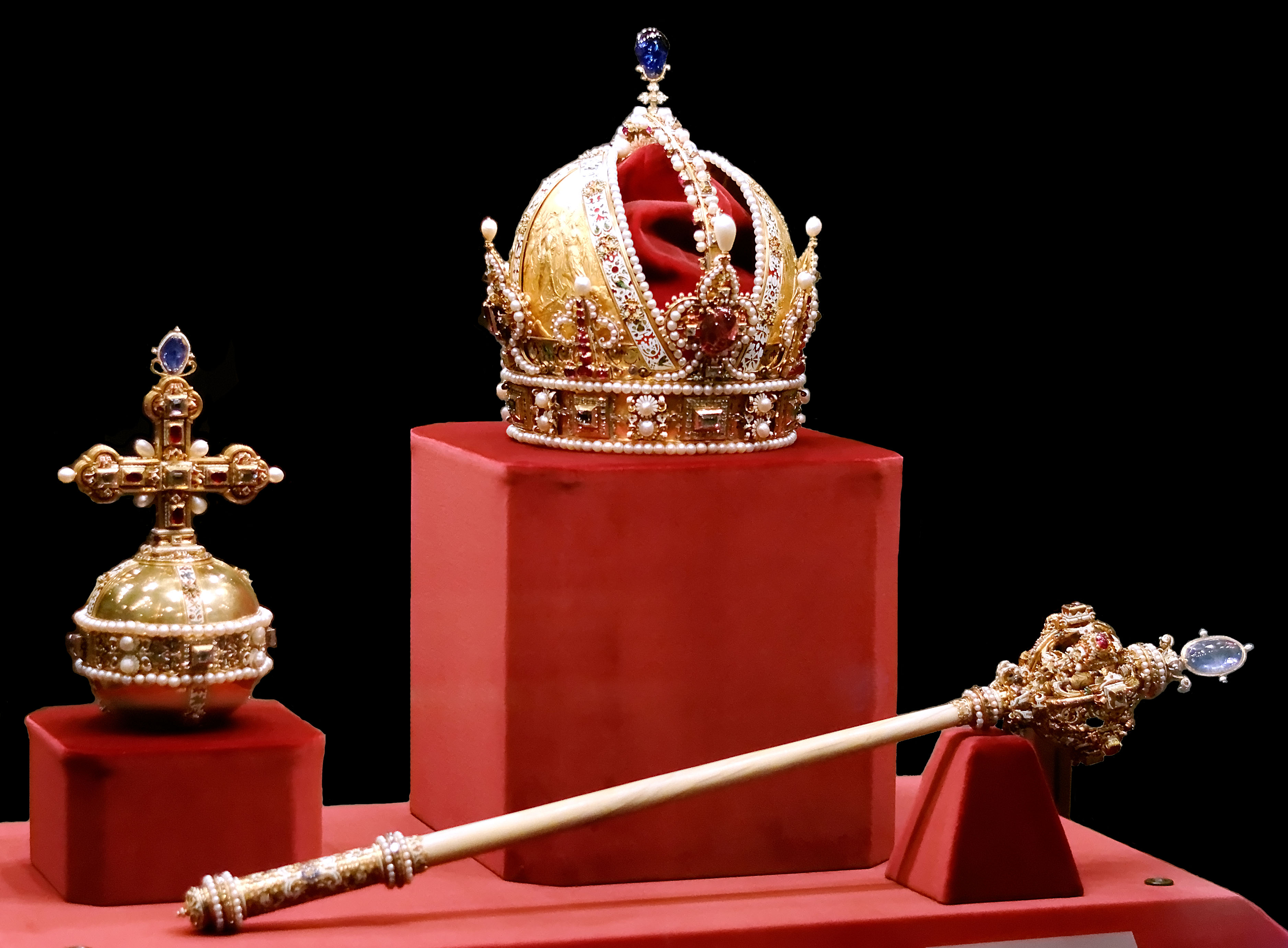
Rakouské císařské insignie

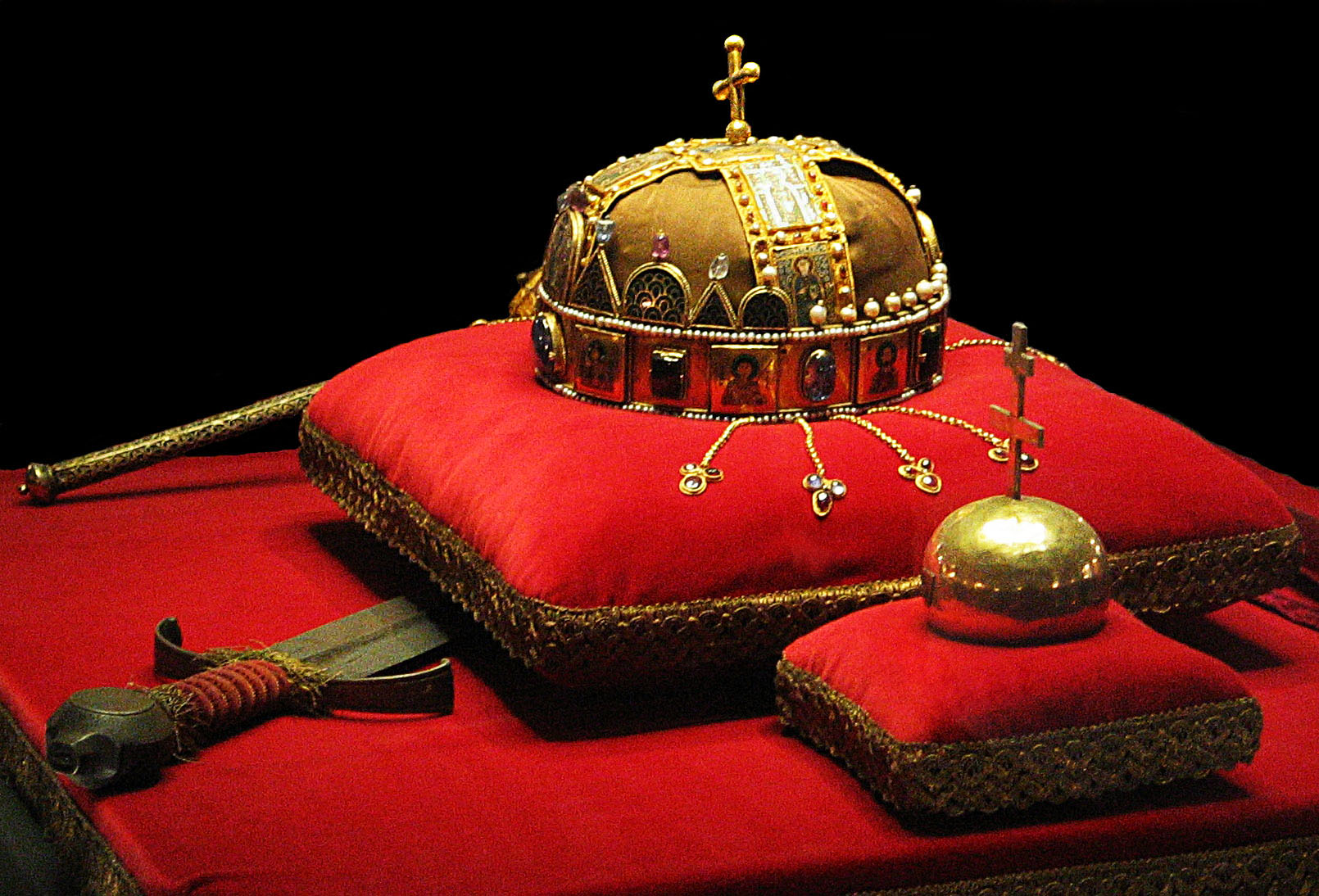
Uherské korunovační klenoty

Korunovační klenoty, jinak nazývané korunovační insignie či regalia, jsou výjimečné symbolické předměty, které se používají jako atributy vlády při slavnostních situacích země či státu, zejména při korunovaci panovníka, nejvýznamnějších aktech jeho vlády nebo při významných výročích státu.
Korunovační klenoty jsou symbolem moci panovníka. Mezi korunovační klenoty nejčastěji patří: koruna, žezlo, jablko, meč, pečeť, erb, zástava, plášť, korunovační prsten, korunovační kříž, hůl, ostruhy, náramky či trůn. Vedle korunovačního pláště může být ve starších obřadech korunovace, jako je korunoavce římských císařů nebo česká korunovace, užito také liturgických oděvů: tunika, alba, tunicella, dalmatika, štóla nebo manipul. Při korunovacích se také mohou vyskytovat i proproety jako korunovační mince nebo obětní dary (v případě pražské korunovave tradičně soudky vína a bochníky chleba).

## Korunovační klenoty jednotlivých zemí
Nejstarší korunovační klenoty panovníků v Evropě jsou: lombardská železná koruna (druhá polovina 4. století, nyní v Miláně), koruna a jablko císařů římských (10. století, nyní ve Vídni) a uherská koruna (11. až 13. století, nyní v Budapešti). Hned po nich následují česká Svatováclavská koruna (1346) a žezlo francouzských králů ze 14. století. Všechny ostatní níže jmenované klenoty jsou buď mladší, nebo byly tak zásadně přepracovány, že na nich zůstaly jen jednotlivé starožitné prvky.
- korunovační klenoty Svaté říše římské
- Bavorské korunovační klenoty
- Brazilské korunovační klenoty
- Britské korunovační klenoty
- Černohorské korunovační klenoty
- České korunovační klenoty
- Dánské korunovační klenoty
- Etiopské korunovační klenoty
- Francouzské korunovační klenoty
- Holandské korunovační klenoty
- Íránské korunovační klenoty
- Irské korunovační klenoty
- Japonské korunovační klenoty
- Korejské korunovační klenoty
- Norské korunovační klenoty
- Polské korunovační klenoty
- Pruské korunovační klenoty
- Rakouské korunovační klenoty (císařské)
- Ruské korunovační klenoty
- Rumunské korunovační klenoty
- Skotské korunovační klenoty
- Švédské korunovační klenoty
- Srbské korunovační klenoty
- Thajské korunovační klenoty
- Uherské korunovační klenoty
- Koruna (klenot)
- Tiára